# Breathless (Corinne Bailey Rae)
Breathless è un brano musicale della cantautrice britannica Corinne Bailey Rae, estratto come quinto singolo dall'album Corinne Bailey Rae, album di esordio della cantante.

## Classifiche
| Classifica (2007)               | Posizione più alta |
| ------------------------------- | ------------------ |
| Billboard Hot R&B/Hip-Hop Songs | 70                 |